# Charles Lungen
Charles Lungen (Zeist, 13 april 1908 – Salisbury, 20 oktober 1972) was een Nederlands voetballer die als midvoor speelde. Hij is de enige speler in de geschiedenis van AFC die voor het Nederlands elftal uitkwam en werd in 1938 benoemd tot erelid van AFC.

## Interlandcarrière

### Nederland
Op 4 april 1937 debuteerde Lungen voor Nederland in een vriendschappelijke wedstrijd tegen België (2 – 1 verlies).
| Interlands van Charles Lungen voor Nederland | Interlands van Charles Lungen voor Nederland | Interlands van Charles Lungen voor Nederland | Interlands van Charles Lungen voor Nederland | Interlands van Charles Lungen voor Nederland | Interlands van Charles Lungen voor Nederland |
| №                                            | Datum                                        | Wedstrijd                                    | Uitslag                                      | Soort Wedstrijd                              | Doelpunten                                   |
| Als speler bij AFC                           | Als speler bij AFC                           | Als speler bij AFC                           | Als speler bij AFC                           | Als speler bij AFC                           | Als speler bij AFC                           |
| -------------------------------------------- | -------------------------------------------- | -------------------------------------------- | -------------------------------------------- | -------------------------------------------- | -------------------------------------------- |
| 1.                                           | 4 april 1937                                 | België – Nederland                           | 2 – 1                                        | Vriendschappelijk                            | 0                                            |